# Старая Николаевка (Донецкая область)
Ста́рая Никола́евка (укр. Стара Миколаївка; до 2016 г. Пра́вдовка) — село на Украине, находится в Константиновском районе Донецкой области.
Население по переписи 2001 года составляет 496 человек. Почтовый индекс — 85183. Телефонный код — 6272.

## История
В 1964 г. решением Донецкого облисполкома переименованы Николаевский сельский Совет Артемовского района, на территории которого находится колхоз «Правда», — в Правдовский сельский Совет, а село Николаевка — в село Правдовка.

## Адрес местного совета
85183, Донецкая область, Константиновский район, с. Старая Николаевка, ул. Свердлова, 44а